# Lolium arundinaceum
La festuca falascona (Lolium arundinaceum (Schreb.) Darbysh., 1993) è una pianta angiosperma monocotiledone della famiglia delle Poacee.
È una specie di graminacea perenne C3 di stagione fresca originaria dell'Europa. È un'importante erba da foraggio in tutta Europa e molte cultivar sono state utilizzate in agricoltura. È anche un'erba ornamentale nei giardini e una pianta per il fitorisanamento.

## Descrizione
È una specie erbacea, a culmo relativamente alto, provvista di lamine fogliari piuttosto appiattite, ristrette e di forma lanceolata. Porta una infiorescenza a spiga.
Prefogliazione: arrotolata 

Ligula: membranosa 

Auricole: piccole 

Collare: suddiviso, largo, può presentare peli 

Guaina: suddivisa 

Foglia: fortemente solcata, nervatura centrale pronunciata 

Habitus: cespitoso 

Rizomi: rari e corti 

Stoloni: assenti

## Varietà
La cultivar predominante nei pascoli britannici è la S170, una varietà priva di endofiti. Nel suo ambiente nativo europeo, la festuca alta si trova nelle praterie umide, sulle rive dei fiumi e nelle località costiere. La sua distribuzione è un fattore climatico, edafico o di altri attributi ambientali. In Nuova Zelanda, dove è stata introdotta, la specie è particolarmente prolifica nelle paludi salmastre, dove è spesso una parte importante del biota vegetale.

## Storia
La festuca arundinacea venne selezionata ai Kew Garden di Londra (UK)

## Utilizzi
Specie microterma, molto utilizzata nella realizzazione di tappeti erbosi poiché tollera caldo, siccità e ombra. Rimane verde tutto l'anno e resiste a molte malattie, sopporta molto bene l'usura ed è molto persistente anche in caso di scarsa manutenzione. È la specie più adatta al clima italiano e predilige suoli fertili, con un pH di 6 - 6,5. Viene spesso usata anche nei campi di calcio.
In campo agronomico riveste un notevole importanza per la produzione di fieno, in quanto specie a rapido essiccamento, seguita da Dactylis glomerata e Phleum pratense.

## Tossicologia
Nei bovini alimentati per almeno due settimane con L. arundinaceum contaminato dalle micotossine prodotte dal fungo Acremonium coenophalium può comparire la sindrome Fescue foot caratterizzata da gangrena secca preceduta da alopecia e cianosi alle estremità (arti, padiglioni auricolari, scroto, coda).
Quando ingerita in notevoli quantità, provoca negli animali manifestazioni di zoppia dovute all'instaurarsi di processi necrotici all'apparato tegumentario degli arti simili a quelli evidenziabili in corso di ergotismo cancrenoso. Questi processi sembrano imputabili a lenta e prolungata vasodilatazione periferica complicata da infezioni secondarie. I fenomeni necrotici si estendono col tempo alla base della coda e nelle regioni auricolari, e si complicano più tardivamente con atassia motoria, deambulazione barcollante, convulsioni che si concludono con il decesso degli animali.